# Parc national des Pyrénées
Parc National des Pyrénées eller Nationalpark Pyrenæerne  er en nationalpark i det sydlige Frankrig, beliggende i Pyrenæernes bjergmassiv med en øst-vestlig udstrækning gennem departementerne Hautes-Pyrénées og Pyrénées-Atlantiques og op mod grænsen til Spanien. Pyrenæernes nationalpark blev skabt i 1967. Den er én af de ni franske nationalparker, og Ordesa y Monte Perdido Nationalpark danner en sydlig forlængelse på den spanske side af grænsen, mens Naturreservatet Néouvielle ligger på østsiden inde i Frankrig. De vigtigste adgangsbyer og -landsbyer er Oloron-Sainte-Marie, Araudy, Argelès-Gazost og Arreau.
Nationalparken og den modsvarende spanske nationalpark er tilsammen erklæret for at være et UNESCO-verdensarvområde.

## Geografi
Pyrenæernes nationalpark har et areal på 45.707 ha, og den strækker sig fra den øverste del af Aspedalen mod vest til den øverste del af Auredalen mod øst. 60% af området ligger i den høje del af Pyrenæerne. Af de 400 km, som er Pyrenæernes samlede længde mellem Atlanterhavet og Middelhavet, dækker nationalparken en fjerdedel, og den grænser på disse mere end 100 km op mod den spanske nationalpark Ordesa og Monte Perdido og nogle naturreservater som f.eks. Néouvielle. Nationalparkens sydgrænse svarer med få undtagelser til vandskellet mellem Frankrig og Spanien. Et yderområde på 206.000 ha i 86 kommuner udvider og beskytter nationalparken, men under mindre strenge fredningsbestemmelser.
Dens betydelige areal muliggør beskyttelsen af nogle meget varierede landskaber, der ligger i højder mellem 1.067 m og 3.298 m. Som eksempler kan man nævne det kolossale kalkstensmassiv Gavarnie, granitbjergene ved Cauterets, Pic du Midi d'Ossaus elegante, vulkanske silhuet eller de skjulte og skovbevoksede sidedale til Aspedalen.
De højeste bjerge i den franske del af Pyrenæerne ligger inden for nationalparkens område, og selv om deres diemnsioner er beskedne, findes der gletsjere. Bjergbækkene, vandfaldene og søerne med rent, klart vand findes overalt, og nationalparken rummer 230 bjergsøer.
Selv om de høje tinder kun bærer få spor af menneskelig aktivitet, så er sæterlandskaberne omvendt for en stor del resultatet af hyrders og hjordes tilstedeværelse og vandringer, som stadig fører dem op i bjergene hver sommer.

## Flora og fauna
Området er et af de rigeste, hvad angår flora og fauna. Nationalparken har 150 plantearter (deraf 12% endemiske arter), 1 000 arter af biller, 300 sommerfuglearter, gemser og talrige truede rovfugle som f.eks. lammegrib, ådselsgrib og kongeørn.

### Fauna
Faunaen er varieret og righoldig. Den har nydt godt af ca. tredive års beskyttelse i nationalparken, men nogle arter har bedre kunnet udnytte forholdene end andre: gemserne har haft en betydelig fremgang, mens urhøns og skovhøns har haft problemer af grunde, som det er svært at afklare. Antallet af gåsegribbe og murmeldyr (som er indført fra Alperne) er i stigning. Nationalparken beskytter et enestående, vandlevende pattedyr, den pyrenæiske muldvarp, som er næsten umulig at iagttage direkte. Desuden finder man los, europæisk genette, og de sidste vildtlevende bjørne i Frankrig. De store rovfugle er endnu én af Pyrenæernes skatte. De har i vidt omfang haft gavn af alle de beskyttelsestiltag, som er iværksat af hensyn til dem.
Der er tilsammen færre end 10 af disse pyrenæiske bjørne i Aspedalen og Ossaudalen. I 1996 udsatte man tre bjørne fra Slovenien, to hunner og en han, som har tilpasset sig godt trods det, at den ene blev skudt af en jæger i 1997. Man kan dog frygte, at dette ikke slår til for at redde den pyrenæiske bjørn fra fuldstændig udryddelse, for en bestand på under 30 individer regnes for at være truet. Desuden bryder de lokale sig ikke enstemmigt om bjørnen, og den bliver anklaget for at gøre for store indhug i fårehjorderne.
Bjørnebestanden er først og fremmest afhængig af forholdene i yderzonen, og den er stadig i uafvendelig aftagen. Der er virkelig tvivl om bjørnenes fremtid, og den afhænger af hastige og konkrete handlinger, som må igangsættes for at redde dem.

### Flora
Pyrenæernes flora og specielt nationalparkens er særligt rig og interessant på grund af dens betydelige indslag af endemisme. Dens store variation skyldes forskelle i jordbundstyperne, de meget specielle forhold, som kommer af højdeforskellene, og havets indflydelse samt de miljøforskelle, som skyldes bjergkædens karakter.

## Nationalparkens fremtid
| Citat | På grund af særegenheder ved dets udformning kan centralområdet af Pyrenæernes nationalpark ikke tænkes uden yderområdet, hvad enten det drejer sig om geografiske, sociologiske eller økonomiske forhold. Derfor bør der findes metoder, der kan muliggøre en sameksistens mellem disse to områder og med brugerne af dem, en sameksistens, som må være forenelig med at fastholde den politimyndighed, som er tillagt nationalparkerne. Forvaltning og pleje af dette beskyttede område må ske ved hjælp af særlige virkemidler, som kan sikre en politimæssig rolle inden for centralområdet og en formidlende og vejledende rolle i yderområdet. Nationalparkens kompetencer, opgaver og position giver den betydelige muligheder for at udfylde denne dobbelte funktion. | Citat |
|       | |       |

Denne sprogbrug dækker over ret betydelige interessemodsætninger mellem flere parter: videnskabsfolk (økologer, botanikere, zoologer og geologer), turistbranchen (hotelejere, private udlejere, restauratører, busvognmænd), traditionelle jordbrugere (kvægavlere, ostemejerier, hesteopdrættere), moderne landbrugere (kornavlere, svine- og fjerkræfarmere), transportsektoren (lastbilvognmænd, bilistorganisationer) og industrien (fremstillings- og bearbejdningsvirksomheder) samt regionens ønske om at foretage egnsudvikling (økonomisk vækst, standsning af flugten fra landet, forbedret infrastruktur) i området.
Nationalparkens fremtid kommer med andre ord til at afhænge af de konkrete løsningsmodeller for afvejning af alle disse interesser, hvad der anden omgang afhænger af organisering, indbyrdes magtforhold, nepotisme, den generelle, politiske udvikling i Frankrig, EUs modkrav for at støtte til egnsudvikling og endelig: hvilke personer, der bliver fortalere for den ene og den anden interessegruppe. Heri ligner denne nationalparks skæbne alle de andre parkers.

## Note
1. ↑  Naturparkens plejeprogram 2005-2009 (fransk)

## Eksterne links
- Nationalparkens hjemmeside Arkiveret 4. februar 2011 hos  Wayback Machine (fransk)
- Afkortet version af nationalparkens hjemmeside Arkiveret 12. juni 2008 hos  Wayback Machine (engelsk)
- Atlas over parken Arkiveret 20. februar 2006 hos  Wayback Machine (fransk)
- Vandreture i nationalparken (fransk)
- De 8.000 ha beskyttet område i Ossaudalen (fransk)

42°49′39″N 0°10′33″V / 42.8275°N 0.17583333333333°V